# 艾島

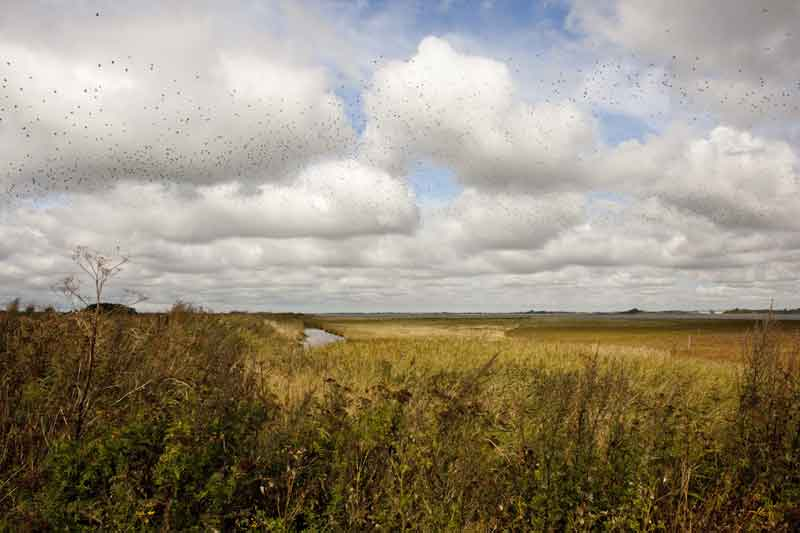
艾島

艾島是丹麥的島嶼，位於利姆海峽東部，由北日德蘭大區負責管轄，面積6.05平方公里，最高點海拔高度1.5米，該島估計在公元前8千至6千前石器時代形成，2013年人口数为55。从奥尔堡搭乘渡轮可以在5分钟内到达艾島。

## 外部連結
- https://web.archive.org/web/20081003160035/http://www.sitecenter.dk/oesammenslutningen/egholm/ （丹麦文）
- https://web.archive.org/web/20070205043000/http://www.oeturisme.dk/Egholm.htm （丹麦文）

57°3′50″N 9°50′35″E / 57.06389°N 9.84306°E